# جيل سنكلير
جيل سنكلير (بالإنجليزية: Jill Sinclair)‏ هي سيدة أعمال بريطانية، ولدت في 5 أبريل 1952 في لندن في المملكة المتحدة، وتوفي بنفس المكان في 22 مارس 2014 بسبب سرطان.